# Флаг Новошешминского района
Флаг Новоше́шминского муниципального района Республики Татарстан Российской Федерации — опознавательно-правовой знак, служащий официальным символом муниципального образования.

## Описание
Флаг Новошешминского района представляет собой прямоугольное полотнище с отношением ширины к длине 2:3, разделённое по горизонтали на три полосы: красную с белым горизонтальным изображением меча, белую в виде зубчатой стены с кладкой и голубую — с белым изображением щуки. Соотношения ширины красной полосы (без выступов), участка с зубчатыми выступами, белой полосы (без выступов) и голубой полосы — 33:5:25:27.

## Обоснование символики
Флаг района разработан на основе герба.
Первое поселение в Новошешминске появилось в 1610 году. Здесь же для защиты Закамья от кочевых народов в 1652 году была построена военная крепость, вокруг которой со временем появлялись слободы (Петропавловская, Екатерининская, Архангельская и др.). Население этих слобод составляли служилые люди, не только обрабатывающие землю, но и стоявшие на охране государственной границы. Впоследствии они составили особое сословие «пахотных солдат». Этот период в истории Новошешминского района отражён на флаге крепостной стеной и мечом. Дополняет воинскую символику района изображение щуки — символа осторожности, бдительности и охраны.
Также щука напоминает о богатстве реки Шешмы и озёр (голубое поле), располагающихся на территории района, позволивших жителям активно заниматься рыбным промыслом.
Серебро — символ чистоты, совершенства, мира и взаимопонимания.
Красный цвет — символ мужества, силы, труда, красоты.
Синий, голубой цвет — символ чести, благородства, духовности.